# 핑크팝 페스티벌

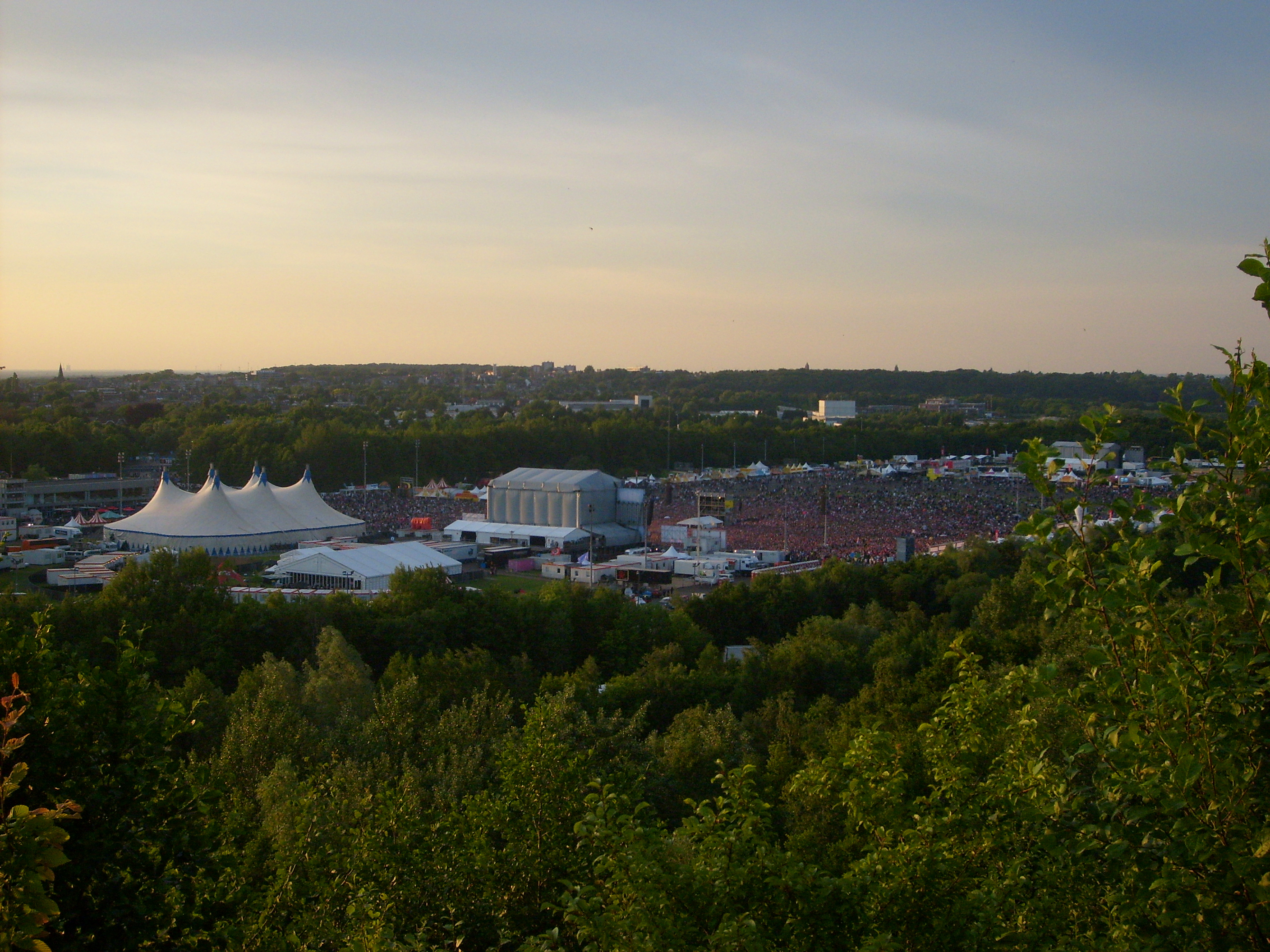

핑크팝 페스티벌은 네덜란드 랜드그라프에서 매년 열리는 축제이다. 1970년 처음으로 열렸다.
현재 토요일부터 월요일까지 3일간 열리며, 6만명의 사람들이 참가한다. 3개의 무대가 설치되어 있다.

## 핑크팝 축제에 참여한 음악가들
- 레이지 어게인스트 더 머신
- 악틱 몽키즈
- 오디오슬래이브
- 벡
- 비요크
- 라디오헤드
- 그린데이